# Brownlowia macrophylla
Brownlowia macrophylla là một loài thực vật có hoa trong họ Cẩm quỳ. Loài này được King mô tả khoa học đầu tiên năm 1891.